# 1992년 리그컵 결승전
리그컵 1992 결승전은 제 1회 아디다스컵 대회의 우승팀을 가리기 위한 결승전 경기이다. 프로축구 6개 구단이 참가하는 이 대회는 6월 3일부터 10월 28일까지 격주로 수요일에 벌어져 팀당 10경기(총 30경기)의 조별 경기 이후, 1위와 2위가 홈 앤 어웨이 방식으로 챔피언을 겨루는 방식이었다. 
두 경기 모두 각 구단의 홈구장인 서울 동대문운동장에서 개최되었는데 일화 천마 (현 성남 FC)와 LG 치타스 (현 FC 서울) 두 구단이 서울 연고 구단 라이벌 대결을 펼치면서 한국 프로축구 K리그 사상 최초로 타이틀이 걸린 결승전에서 한 도시를 동일한 연고지로 하는 두 구단이 격돌한 기록을 남겼다.
일화 천마는 LG 치타스를 상대로 1차전 2-2 무승부, 2차전 2-0 승리를 거두며 아디다스컵 초대 챔피언에 등극했다.

## 조별 경기 순위
| 순위 | 팀              | 경기수 | 승 | 패 | 득 | 실 | 차 | 승점 |
| ---- | --------------- | ------ | -- | -- | -- | -- | -- | ---- |
| 1    | 일화 천마       | 10     | 7  | 3  | 11 | 10 | 1  | 16   |
| 2    | LG 치타스       | 10     | 5  | 5  | 15 | 11 | 4  | 15   |
| 3    | 포항제철 아톰즈 | 10     | 5  | 5  | 15 | 12 | 3  | 15   |
| 4    | 유공 코끼리     | 10     | 6  | 4  | 12 | 14 | -2 | 15   |
| 5    | 현대 호랑이     | 10     | 4  | 6  | 10 | 13 | -3 | 11   |
| 6    | 대우 로얄즈     | 10     | 3  | 7  | 7  | 10 | -3 | 11   |

## 경기
| LG 치타스                        | 2–2 | 일화 천마               |
| -------------------------------- | --- | ----------------------- |
| 이영익 15′ · 이종화 58′ (자책골) |     | 이상윤 43′ · 김이주 78′ |

| 일화 천마               | 2–0 | LG 치타스 |
| ----------------------- | --- | --------- |
| 신태용 10′ · 이태홍 31′ |     |           |